# Alfa-Pyrrolidinopentiofenon
alfa-Pyrrolidinopentiofenon (ɑlfa-ˈpiɾoː.li.di.noːˌpɛn.tioːfe.nɔnⓘ (ook bekend als: α-Pyrrolidinovalerofenon, α-PVP, O-2387, β-keto-prolintaan, prolintalon, desmethylpyrovaleron of onder de straattaalnamen flakka, gravel en zombiedrug) is een synthetische, sterk verslavende drug verwant aan cathinon en wordt gerekend tot de bath salts. alfa-Pyrrolidinopentiofenon, meestal afgekort als α-PVP in academische literatuur, is chemisch verwant aan pyrovaleron en is de keto-analoog van prolintaan. α-PVP is ontwikkeld in 1960 en gepatenteerd in 1961 als een designerdrug door het Zwitserse bedrijf Wander S.A., maar dat pas populariteit heeft vergaard in de jaren '10 van de 21e eeuw onder de naam flakka. α-PVP is een drug die veelal wordt gefabriceerd in China. Deze wordt verkocht als witte en/of roze korreltjes, met een sterk afstotende lucht, die doen denken aan fijn grind; vandaar ook de Engelstalige naam: gravel.

## Naamgeving
- α-PVP is een pyrrolidinecathinon-afgeleide, waarbij een stikstofatoom (N) deel uitmaakt van een pyrrolidinering. Een propylgroep is verbonden aan het α-koolstofatoom (C).[9]

- De herkomst van de naam flakka is onduidelijk. Diverse bronnen vermelden dat het woord wellicht is afgeleid van het Spaanse woord flaca dat zoiets betekent als: mager, dit heeft ermee te maken dat veel stimulantia de eetlust verminderen. Maar in de Spaanse straattaal kan flaca ook "mooie vrouw" betekenen, een vrouw die verleidelijk is; net als de drug zelf. Weer andere bronnen stellen dat de naam flakka een associatie is met de Amerikaanse rapper Waka Flocka Flame die bekend staat om zijn drugsgebruik.[10][11][12]

## Werking, dosering, en bijwerkingen

### Werking
α-PVP kan worden gesnoven, gerookt, geïnjecteerd, of worden geslikt. Wanneer geconsumeerd, werkt het als een noradrenaline-dopamine-heropnameremmer (NDRI). Het blokkeert de dopaminetransporter en het belet zo deze transporter om de niveaus van de neurotransmitters: noradrenaline en dopamine te reguleren, want de transmitters kunnen door α-PVP niet meer worden opgenomen in de axon; de uitloper van de zenuwcel. Hierdoor ontstaat een hogere concentratie van transmitters in de synaptische spleet en op de transmitterreceptoren, die zich bevinden op de dendriet, dit kan — bij een lage tot gemiddelde dosis — resulteren in gevoelens van: euforie, manie, en een verhoogd libido. Het effect duurt gemiddeld tussen de 3 en 5 uur. De halveringstijd van α-PVP is naar verwachting 4,29 uur.

### Dosering
α-PVP is door de continu wisselende ingrediëntverhoudingen moeilijk te doseren, hierdoor zijn te hoge concentraties, dus ook overdosissen, niet ongewoon. Bij een lage tot gemiddelde dosering kan α-PVP zorgen voor: gevoelens van euforie, manie en een verhoogd libido.
Bij hogere doseringen manifesteert α-PVP zich meestal als volgt:
- Gebruikers voelen zich bij een hogere dosering, mede door de manische werking, meestal erg sterk en pijnprikkels worden doorgaans sterk verminderd of verdwijnen zelfs helemaal.[19]
- Gebruikers bewegen bij een hogere dosering soms op een manier die doet denken aan zombies, zoals deze worden weergegeven in films en tv-series. Hun lichamen bewegen ongecontroleerd. Soms verstijven ledematen plotseling; ooggetuigen hebben dit beschreven als: een marionet waarbij de draden zijn doorgesneden.[18][20]
- Bij een hogere dosering wordt de vecht-of-vluchtreactie geactiveerd in het brein, wat gebruikers vaak irrationeel, onbevreesd, en gewelddadig maakt. Tegelijkertijd kan men paranoïde worden soms in combinatie met hallucinaties, hierdoor kan het gebeuren dat gebruikers andere mensen zonder reden aanvallen en zelfs doden.[18]
- Gebruik van meer dan 0,1 gram kan reeds een overdosis veroorzaken, waardoor de lichaamstemperatuur stijgt tot 41°C.[18]

### Bijwerkingen
α-PVP kan, net als andere drugs, diverse bijwerkingen veroorzaken, de gedocumenteerde bijwerkingen zijn: (extreme) agressie, verwardheid, paranoia, zweten, uitdroging, oververhitting, hoge bloeddruk, hartkloppingen en tachycardie.
Langetermijngebruik van α-PVP kan leiden tot: leverschade, hersenschade, hartproblemen (zoals: hartinfarct, hartritmestoornis, chronisch hoge bloeddruk), en herseninfarcten.

## Detectie in lichaamsvloeistoffen
α-PVP kan in een onderzoek worden gedetecteerd middels vloeistofchromatografie-massaspectrometrie (LC-MS) in bloed, bloedplasma, en urine.

## Verbod

### Nederland
Ondanks diverse claims in de media is α-PVP niet een legale drug in Nederland. α-PVP is op 25 mei 2017 opgenomen in Lijst 1 van de opiumwet en is daarmee een verboden drug in Nederland. Op 27 juni 2016, is besloten in de Europese Unie dat alle lidstaten vóór 3 juli 2017 maatregelen moesten nemen tegen α-PVP.

### België
In België is α-PVP, en bij uitbreiding alle synthetische cathinonen, verboden. De wet op Nieuwe Psychoactieve Stoffen (NPS), van 26 september 2017, verbiedt meteen ‘families’ van aan elkaar verwante drugs. Niet elk verwant middel moet dus apart met naam in de wet worden opgenomen om verboden te worden.